# Saint-Didier-sur-Beaujeu
Saint-Didier-sur-Beaujeu é uma comuna francesa na região administrativa de Auvérnia-Ródano-Alpes, no departamento de Ródano. Estende-se por uma área de 14,62 km². Em 2010 a comuna tinha 628 habitantes (densidade: 43 hab./km²).